# Аббасов, Акбер Бахтияр оглы
Акбер Бахтияр оглы Аббасов (азерб. Əkbər Bəxtiyar oğlu Abbasov; род. 1 февраля 1988) — глава исполнительной власти Лерикского района (с 2022).

## Биография
Родился 1 февраля 1988 года. Окончил факультет международных экономических отношений Азербайджанского государственного экономического университета. Получил степень магистра Лондонской школы бизнеса по специальности «финансовый менеджмент».
Окончил аспирантуру НАНА по специальности «Экономика технологических инноваций».
С февраля 2012 по март 2014 года являлся ведущим советником отдела стратегического планирования, инвестиций и научного потенциала Аппарата Министерства связи и высоких технологий Азербайджана.
С марта 2014 по август 2019 года являлся начальником сектора по работе с проектами, заместителем исполнительного директора Государственного фонда развития информационных технологий Азербайджана при Министерстве связи и высоких технологий.
С сентября 2019 по июль 2022 года являлся заместителем директора, и.о. директора, директором Центра аграрных инноваций Министерства сельского хозяйства Азербайджана.
Глава исполнительной власти Лерикского района (с 25 июля 2022).
Член партии «Новый Азербайджан».